# Panzer I
Panzer I (njem. Panzerkampfwagen I) je bio njemački laki tenk. Iako je trebao biti tek vozilo za obuku, Panzerkampfwagen I se silom prilika našao i u bitkama pa je tako nemali broj završio na sjeveru Afrike, pa čak i u Sovjetskom Savezu.

## Razvoj
Početkom 1932. konačno je postalo jasno da projekt razvoja lakog tenka Leichte Traktor VK-31 nije donio očekivane rezultate te da njemačka vojska (Reichswehr) hitno mora pokrenuti novi projekt. Zapravo je Reichswehr 1931. naručila 289 VK-31, ali je ta narudžba ubrzo poništena. Naime, iste je godine na mjesto inspektora (zapovjednika) motornih transportnih snaga došao general bojnik Oswald Lutz, koji je za načelnika svog stožera postavio pukovnika Heinza Guderiana. Ova će dva časnika postati najodgovorniji za razvoj njemačkih oklopnih snaga prije početka 2. svjetskog rata. Uvidjevši neperspektivnost VK-31, zaustavili su narudžbu te već 1932. pokrenuli razvoj novog, daleko naprednijeg lakog tenka. Projekt su nazvali Landswirtschaftlicher Schlepper (oklopno borbeno vozilo), a vozilo nije smjelo imati masu veću od pet tona. Namjena vozila bila je dvojaka: ubrzati razvoj njemačkih kapaciteta za proizvodnju oklopnih vozila, te njemačkim oklopnim postrojbama osigurati jeftino vozilo za obuku posada. Zbog toga ne čudi da su zahtjevi za dostavu ponuda poslani u Rheinmetall, Krupp, Henschel, MAN i Daimler Benz.
Sve su tvrtke u vrlo kratkom vremenu odgovorile na zahtjev, tako da se odabir mogao obaviti već u srpnju iste godine. Najboljim prijedlogom proglašen je Kruppov Landswerk Krupp A (LKA), koji se u dijelu literature spominje i pod imenom Krupp-Traktor. LKA je svojom konstrukcijom jako podsjećao na britansku tanketu Carden Loyd.
Naoružanje se sastojalo od samo dvije strojnice MG-13 Dreyse kalibra 7,92 mm. Iako je uporaba strojnica tako malog kalibra bila ograničena samo na protupješačko djelovanje, to nije bio problem jer je glavna zadaća LKA trebala biti obuka posada. S obzirom na to da je imao dvočlanu posadu sastavljenu od zapovjednika/strojničara i vozača, nije se mogao rabiti za obuku topnika i drugih članova posade. Za razliku od VK-31, LKA je imao motor straga.

### Proizvodnja
Potpuno u skladu s namjenom, posao serijske proizvodnje LKA Krupp je morao podijeliti s Daimler-Benzom, Henschelom, MAN-om i Rheinmetallom. Jedina prednost koju je Krupp imao je bila ta da je bio nositelj posla. Tako je 1933. dobio ugovor za proizvodnju 135, a godinu dana poslije za još 450 LKA, tj. prije nego što su dovršena ispitivanja prototipova. Od veljače od ožujka 1934. napravljeno je prvih petnaest tenkova s fiksnim kupolama, te su uglavnom rabljeni za testiranje tenka i obuku vozača. U međuvremenu je (u ljeto 1933.) Krupp poboljšao cijeli projekt tako da je na svoje podvozje dodao Daimler-Benzovu kupolu. Proizvodnja tako unaprijeđenih LKA 1 započela je u travnju 1934., te su ih označili kao MG Panzerwagen - Versuchkraftfahrzeug 617. Kako je to ipak bio prekomplicirano ime, čak i za Nijemce, naknadno je skraćeno u samo Ausf A. Tijekom travnja 1934. dovršeno je 15 PzKpfw (Panzerkampfwagen) Ausf A, te su odmah prikazani Hitleru.
Očigledno je da je Adolf bio zadovoljan viđenim jer ne samo da je nastavljena proizvodnja već je razvijena i nova inačica Ausf B. Ausf B je razvijen kako bi se otklonili nedostaci uočeni na inačici Ausf A. Naime, osim preslabog oklopa (samo 13 mm) najveći je problem bio loše podvozje zbog kojeg je tenk pri velikim brzinama postajao neupravljiv. Drugi veliki problem bilo je često pregrijavanje motora. Ausf A se proizvodio do lipnja 1936., a različiti izvori navode različite brojke o proizvodnji. Dio navodi podatak o proizvedenih 818 tenkova, a dio nešto realniji podatak o "samo" 300 vozila.
Jedan je PzKpfw I Ausf A 1934. prodan Mađarskoj, koja je tražila vozilo koje će istodobno rabiti za obuku i policijsko-žandarmerijske namjene. Iako nakon toga više nije bilo novih narudžbi, vjeruje se da je tijekom 1942. mađarska vojska dobila nekoliko polovnih Ausf A tenkova koje je potom rabila isključivo za obuku posada. Potkraj 1936. 15 PzKpfw I Ausf A prodano je kineskoj vladi, kao dio znatno veće isporuke oružja i vojne opreme. Manji je broj isporučen i Finskoj kao pomoć u ratu protiv Sovjetskog Saveza.

## Inačice

### Panzer I Ausf B
Iako je proizvodnja inačice Ausf B započela već u kolovozu 1935., projektanti su uspjeli otkloniti većinu problema uočenih na Ausf A. Zadnji Ausf B dovršen je u lipnju 1937. Kako je zaključeno da je jedan od dva najveća uzroka pregrijavanja motora bila njegova premala snaga (većina izvora navodi podatak od 75 KS iako neki spominju i samo 60 KS), zbog čega je prečesto morao raditi pod punim opterećenjem, u inačicu Ausf B je ugrađen Maybachov motor snage 100 KS. Veći je motor uzrokovao i povećanje stražnjeg dijela vozila. Kako bi se kompenziralo produljenje tijela, ali i povećala stabilnost dodan je još jedan vozni kotač. Zadržana je kupola s dvije strojnice MG13 s borbenim kompletom od 650 metaka.
Tijekom 1935 i 1936. izvršena su testiranja jednog Ausf A tenka u koji je ugrađen dizelski motor Krupp M601. Iako je dizelski motor donio veću pouzdanost i bitno manju potrošnju, njegovih mizernih 45 KS nije bilo dostatno za pokretanje ni tako malog i laganog tenka. Zbog toga je to rješenje odbačeno.

#### Leichte Kampfwagen Ausland
Tijekom 1935. Krupp je započeo i razvoj inačice Leichte Kampfwagen Ausland. Zanimljivo je da je ova inačica bila namijenjena isključivo izvozu, što znači da je do tog trenutka Njemačka u potpunosti odbacila odredbe Versajskog ugovora. Kupcima su ponuđene dvije inačice. Prva je bila L.K.A.1 M.G.-Kampfwagen (poznat i kao M.G. K.A/L10) i L.K.A.2 2 cm Kampfwagen (poznat i kao 2 cm K.A./L-20). Prvobitno je za izbirljivije kupce Krupp, na osnovi L.K.A.2, razvio i inačicu 2 cm K.A.v. koja je imala pojačani oklop. Međutim, uskoro je odlučeno da se umjesto 2 cm K.A.v. kupcima ponudi izvozni model srednjeg tenka m.K.A. Razvoj je nastavljen sve do 1940., uključujući inačicu opremljenu topom 45 mm KwK L/50 označenu kao 4,5 cm K.A.v./M-10. Zbog intenziviranja ratnih sukoba i potrebe da se sva raspoloživa radna snaga iskoristi do maksimuma, razvoj ovih inačica nikad nije završen.

#### Leichte Kampfwagen B
Međutim, tijekom 1935. i 1936. Krupp je za potrebe bugarske vojske započeo razvoj lakog tenka Leichte Kampfwagen B (L.K.B.). U osnovi radilo se o nešto modificiranom Panzerkampfwagenu I Ausf B koji je dobio Kruppov benzinski motor M 311 V8. Na toj su osnovi razvijene i tri inačice: L.K.B. 1, 2 i 3. Uz to razvijena je i posebna inačica 2 cm L.K.B. naoružana automatskim topom kalibra 20 mm. Kao i u slučaju L.K.A. programa razvoj nikad nije dovršen.
Iako je već sam Panzerkampfwagen I bio tek tenk namijenjen obuci, dio tenkova inačice Ausf A i Ausf B dovršen je bez kupola, te su rabljeni isključivo za obuku vozača.
Uz već spomenute inačice Ausf A i Ausf B, Panzerkampfwagen I je poslužio i kao osnova za razvoj većeg broja zanimljivih borbenih vozila.

### Kleiner Panzerbefehlswagen I
Jedan od većih nedostataka Panzerkampfwagena I bio je nedostatak prostora za smještaj radiooperatera i radiouređaja. Zapravo su svi tenkovi nosili tek radioprijamnik. Zbog toga je razvijeno zapovjedno vozilo Kleiner Panzerbefehlswagen I (PzBefw I) kod kojega je uklonjena kupola te je tijelo tenka povišeno za 25 cm. Tako dobiveni dodatni prostor iskorišten je za smještaj radiouređaja FuG6 uz kojeg je išao i treći član posade. Na krov tenka postavljena je ručno pokretana strojnica, vjerojatno MG13.

Serijska proizvodnja PzBefw I započela je 1935. i do 1937. napravljeno je 190 primjeraka. Od 1935. pa sve do 1940. ovo je vozilo bilo standardni dio naoružanja njemačkih oklopnih divizija. Svaka je divizija imala šesnaest oklopnih satnija razmještenih u četiri bojne, koje su pak činile ili dvije regimente ili jednu brigadu. Sveukupno dvadeset i tri zapovjedništva različitih razina. A svako je zapovjedništvo imalo barem jedan zapovjedni tenk. Toliki broj zapovjedništava, ali i zapovjednih tenkova bila je djelomična tajna uspješnosti njemačkih oklopnih snaga na početku 2. svjetskog rata.
U trenutku njemačkog napada na Francusku u svibnju 1940., u operativnoj je uporabi još uvijek bilo 96 PzBefw I. Od tada počinje njihovo povlačenje iz nižih zapovjedništava, iako je dio vozila sve do 1942. zadržan u višim zapovjedništvima. Tijekom 1940. najveći dio PzBefw I koji su povučeni iz oklopnih divizija preraspoređen je u izvidničke snage i postrojbe specijalizirane za navođenje topničke paljbe. Iako su nakon poljskih iskustava sve PzBefw I opremili dodatnim čeličnim pločama debljine 15 mm (čime je ukupna debljina oklopa povećana na 28 mm), već je tijekom 1940. postalo jasno da se više ne mogu rabiti u postrojbama prve crte.

### Flammpanzer I
Iako je PzKpfw I projektiran tek kao vozilo za obuku, kronični nedostatak oklopnih vozila uzrokovao je njegovu intenzivnu borbenu uporabu u prvim godinama 2. svjetskog rata. Nakon što je njemačka vojska dobila veći broj "pravih" tenkova, PzKpfw I nije u potpunosti povučen iz borbenih postrojbi. Tako je dio vozila inačice Aust A dodijeljen Rommelovom Afričkom korpusu. Prije slanja u Afriku ugradili su im posebne filtere za pijesak i dodatne ventilatore sustava za hlađenje motora. Kako se nisu mogli nositi s britanskim i američkim tenkovima, veći dio ih je pretvoren u vozila za potporu pješaštvu. Kako od dvije strojnice nije bilo velike koristi, najveći broj vozila je modificiran tako da je umjesto desne strojnice ugrađen bacač plamena Flammenwerfer Model 40. Spremnik za gorivo bio je dostatan za otprilike 10 do najviše 12 plamenova, uz maksimalni domet od samo 25 m. Tako je nastao Flammpanzer I/Flammenwerfer. Trenutke najveće slave ova su vozila doživjela tijekom bitke za Tobruk.

### Lovac tenkova
4.7cm PaK(t) (Sf) auf Panzerkampfwagen I Ausf B (ili kako su ga kasnije nazivali Panzerjäger I) je prvi samovozni lovac tenkova njemačke vojske. Nastao je tako da je s tenka inačice Ausf B uklonjena kupola te je na njezino mjesto ugrađen češki protutenkovski top kalibra 45 mm. Kako bi se posada donekle zaštitila od neprijateljske paljbe, oko topa su s prednje i bočnih strana postavljene čelične ploče debljine 14,5 mm. Panzerjäger I je imao dva velika nedostatka. Prvi je bio što je pokretanje topa po pravcu bilo ograničeno na samo 17,5 stupnjeva. Drugi, možda još i veći je minimalni borbeni komplet od samo šest granata. Usprkos tomu Panzerjäger I se pokazao učinkovitim oružjem, te je od ožujka 1940. do veljače 1941. napravljeno čak 202 primjerka. U operativnu uporabu je ušao neposredno prije njemačkog napada na Francusku. Panzerjäger I su uspješno djelovali na sjevernoafričkom i istočnom bojištu, barem do masovnije pojave tenkova T-34 koji su uglavnom bili otporni na njihovu paljbu. Osim nedostatne paljbene moći topa, s vremenom je veliki nedostatak postao i preslaba oklopna zaštita. Međutim, cijela se koncepcija pokazala učinkovita tako da je Panzerjäger I bio tek prvi u seriji sličnih vozila.

### Vozilo za izvlačenje
Panzerkampfwagen I Ausf B ohne Aufbau je oznaka za 164 Panzer I Ausf B kod kojih je maknuta kupola te su namijenjeni za vozila za izvlačenje. U operativnoj su uporabi ostali do kraja 1941. Do tada su njemačke oklopne snage dobile nove, znatno teže tenkove čija je masa bila prevelika za slabašne Panzerkampfwagen I Ausf B ohne Aufbau

### Samovozna haubica
Panzer I Ausf B poslužio je i za izradu prve samovozne haubice njemačke vojske. Za tu je svrhu iskorištena haubica 150mm sIG 33 L/11.4. Haubica je uglavljena na mjesto kupole, a oko nje su postavili dodatne čelične ploče debljine 10 mm. Posada je brojila pet članova, od kojih su tri imala mjesto iza oklopa, dok su se ostala dva morala smjestiti na nezaštićenom stražnjem dijelu. Povrh toga vozilo je moglo prevoziti samo tri granate. Tijekom siječnja i veljače 1940. u samovozne haubice konvertirano je tek 38 Panzera I Ausf B. Rabljeni su u Francuskoj, na istočnoj bojišnici te na Balkanu. Iako je haubica sIG 33 L/11.4 bila preteška za tako malo vozilo, sIG33(Sf) auf Panzerkampfwagen I Ausf B se kao koncept pokazao dovoljno učinkovit da je njemačka vojska nastavila s intenzivnim razvojem sličnih vozila.

### Flakpanzer I
Možda najzanimljivija, ali i najuspješnija inačica Panzera I je samovozni protuzračni top Flakpanzer I (Sd.Kfz.101). Umjesto kupole s dvije strojnice ugrađen je laki protuzračni top Flak 38 L/112,5 kalibra 20 mm. Zapravo je veći dio Flakpanzera I dobiven naoružavanjem već prije modificiranih Munitionsschlepper I Ausf A (Sd.Kfz.111) lakih transportera streljiva. Top je montiran na pod nekadašnje kupole. Zbog velike mase topa, pripadajućeg streljiva i posade vozilo je bilo preopterećeno, a slabašni motor jedva da ga je mogao pokretati. Navodno je početkom 1941. berlinska tvrtka Alkett napravila samo 24 Flakpanzera I. Vozila su raspoređena u tri bitnice (svaka s po osam vozila) u 614. Flak Abteilung. Kao potpora svaka je bitnica dobila i osam Munitionsschlepper I Ausf A (Sd.Kfz.111) transportera streljiva.
Zadnji Flakpanzer I uništen je kod Staljingrada u siječnju 1943. Nepoznati broj Panzera I naknadno je modificiran u samovozna PZO oružja tako da je na mjesto kupole ugrađena teška strojnica MG 151/15 Drilling kalibra 15 mm. Kao i Flakpnazer I i oni su uglavnom rabljeni na Istočnoj bojišnici kao oružja za zaustavljanje bujica sovjetskog pješaštva.

### Ladungsleger I
Tijekom 1939. i 1940., kad je postalo očito da će borbena učinkovitost Panzera I biti upitna, 100 Panzera I Ausf A i Ausf B prerađeno je u vozilo Ladungleger I (Ladungsleger auf Panzerkampfwagen I Ausf A/B zerstorerpanzer). Ovo je zasigurno najoriginalnija modifikacija od svih. Iz vozila je uklonjeno sve oružje i streljivo te je umjesto njih postavljeno 50 kg eksploziva. Njihova je namjena bilo dostaviti eksploziv do cilja. Zbog toga su bila daljinski upravljiva. Intenzivno su rabljena tijekom njemačkih osvajanja Belgije, Nizozemske i FrancuskawFrancuske, a dio je vozila uporabljen i tijekom napredovanja kroz Sovjetski Savez.

## Operativna uporaba
Kao i većina njemačkih oklopnih borbenih vozila koji su razvijeni tijekom tridesetih godina prošlog stoljeća, i Panzer I je svoju prvu borbenu uporabu imao u Španjolskom građanskom ratu (1936. – 1938.). Prema jednim izvorima, samo su 75 Panzera I i četiri zapovjedna tenka poslani u Španjolsku. Međutim, drugi izvori navode da je samo u Condor legiji bilo čak 106 Panzera I, dok je 16 dodijeljeno snagama generala Franka. Prvih 32 tenka stigli su u Španjolsku u listopadu 1936. Iako su ih u početku rabili isključivo za obuku posada, zbog nedostatka boljih vozila, uskoro su se našli u borbama. Već se na samom početku pokazalo da su Panzeri I slabiji od sovjetskih T-26 i BT-5 kojima su bile opremljene Republikanske snage.

Republikanci su zarobljene Panzere I prenaoružali francuskim protutenkovskim topovima Hotchkiss 25 mm Model 1934 ili 1937. Iako su ovi topovi bili relativno veliki, uspjeli su ih "ugurati" u relativno malo modificiranu originalnu kupolu. Po tom uzoru i Nijemci su nekoliko (navodno samo tri) Panzera I modificirali ugradnjom talijanskog protuzrakoplovnog topa Breda Modello 1935 kalibra 20 mm. Očigledno je da prenamjena nije uspjela jer nije napravljen veći broj vozila.
Zbog debljine oklopa od samo 13 mm Panzer I tenkovi nisu štiti posadu od ničeg nego tek od paljbe lakog pješačkog oružja. Povrh toga dvije su se strojnice kalibra 7,92 mm mogle rabiti tek za borbu protiv pješaštva, što je značilo da su se tenkovi mogli rabili tek kao pratnja pješaštvu ili kao pokretni bunkeri. Zbog toga je krajem 1938. odlučeno da Panzer I nema niti osnovne predispozicije za borbenu uporabu, te da se njegov daljnji razvoj mora usmjeriti prema izvidničkim vozilima. Tako je započeo razvoj vozila Ausf C i Ausf F.

Usprkos lošim iskustvima iz Španjolske, Panzer I je često rabljen u propagandne svrhe. Pritom se prije svega rabila njegova brojnost, kako na čestim manevrima tako i na dugotrajnim mimohodima. U trenutku napada na Poljsku njemačka je vojska u operativnoj uporabi imala nekih 1445 Panzera I, što je bilo otprilike 50% ukupnih oklopnih snaga. Iako je otpor poljske vojske slomljen nakon samo pet tjedana, Nijemci su izgubili čak 320 Panzera I, što je još dodatno pokazalo da ovi tenkovi nisu pogodni za borbenu uporabu. Kako nisu imali ništa bolje, Nijemci su Panzere I uporabili i tijekom invazije na Dansku i Norvešku.

U trenutku napada na Francusku njemačka je vojska imala u operativnoj uporabi 2574 tenka, od čega je 523 bilo Panzer I. S druge strane francuska je vojska imala čak 4000 tenkova. Usprkos tomu naprednija taktika uporabe oklopnih snaga i združeno djelovanje kopnenih i zrakoplovnih snaga omogućilo je Nijemcima brzu i relativno bezbolnu pobjedu. Nakon toga Panzeri I su djelovali u Sjevernoj Africi, te u Jugoslaviji i Grčkoj. U trenutku napada na Sovjetski Savez njemačka je vojska imala 3300 operativnih tenkova, ali samo 410 Panzera I. Do bitke za Moskvu (2. listopada 1941. – 7. siječnja 1942.) većina je Panzera I povučena iz borbe te je prenamijenjena u vozila za opskrbu ili izvlačenje kamiona i drugih lakih vozila iz ruskog blata.

### Zajednički poslužitelj
|  | Zajednički poslužitelj ima stranicu o temi Panzer I    |
|  | Zajednički poslužitelj ima još gradiva o temi Panzer I |